# Ren Rong
Ren Rong, geboren Ren Wuyun, Chinees: 任武云 (Cangxi, Guangyuan, 10 september 1917 – Wuhan, 16 juni 2017) was een Chinees generaal-majoor en politicus.

## Levensloop
Ren trad in 1934 toe tot de Communistische Partij van China en bekleedde een aantal belangrijke militaire posten in Mao's Volksbevrijdingsleger tijdens de Chinese Burgeroorlog en de Tweede Chinees-Japanse Oorlog (1937-1945). Aan het eind van de Koreaanse Oorlog (1950-53), was hij een van China's vertegenwoordigers in de Commissie die de wapenstilstand tekende. In 1955 werd hij benoemd tot generaal-majoor.
Vanaf begin 1960 bekleedde Ren een aantal belangrijke militaire posten in Tibet en in 1964 werd hij vicevolkscommissaris van de regio. Tijdens de Culturele Revolutie raakte hij verwikkeld in een machtsstrijd. Hij nam de leiding op zich van de Nyamdrel-factie (Wylie: mnyam-sbrel) en wist hierdoor een sterke machtspositie in de regio te bouwen. 
In 1970 wist hij de macht verder naar zich toe te trekken en nam hij de leiding over van Zeng Yongya als voorzitter van het Revolutionair Comité in de Tibetaanse Autonome Regio (TAR). In augustus 1971 werd hij partijsecretaris van de TAR, waarmee hij de gehele leiding over de regio naar zich toetrok. Hij bleef in deze functie tot maart 1980.
Na de dood van Mao Zedong en de arrestatie van de Bende van Vier in 1976 slaagde hij erin zijn positie in Tibet te handhaven. Pas in 1980 werd hij vervangen door de meer hervormingsgezinde Yin Fatang.
Hij werd 99 jaar oud.